# Dorde Uzelac
Dorde Uzelac, född 15 januari 1976, är en svensk före detta fotbollsspelare. Han spelade under sin karriär för Västra Frölunda IF i Allsvenskan, Ljungskile SK i Superettan och Gunnilse IS.